# Billy Ouattara
Billy Yakuba Ouattara (Tepa, 24 de janeiro de 1992) é um basquetebolista profissional francês, nascido em ganês que atualmente defende o AS Mônaco na Liga Francesa e Liga dos Campeões.